# Берген ан дер Думе
Берген ан дер Думе (њем. Bergen an der Dumme) општина је у њемачкој савезној држави Доња Саксонија. Једно је од 27 општинских средишта округа Лихов-Даненберг. Према процјени из 2010. у општини је живјело 1.537 становника. Посједује регионалну шифру (AGS) 3354001.

## Географски и демографски подаци
Берген ан дер Думе се налази у савезној држави Доња Саксонија у округу Лихов-Даненберг. Општина се налази на надморској висини од 22 метра. Површина општине износи 25,5 km². У самом мјесту је, према процјени из 2010. године, живјело 1.537 становника. Просјечна густина становништва износи 60 становника/km².